# 狼林郡
狼林郡（ランニムぐん、ろうりんぐん）は、朝鮮民主主義人民共和国慈江道の東部に位置する郡。

## 地理
北に和坪郡、両江道金亨稷郡・金正淑郡、西に長江郡・城干郡・龍林郡、南に咸鏡南道長津郡、東に咸鏡南道赴戦郡と接する。
地形は狼林山脈と蓮花山脈が通過し、岩と山が多い。最高峰は海抜2,355mの蓮花山である。郡内で比較的低い地域でも海抜1,000mを超える。気候は寒冷な大陸性気候で、9月中旬から霜が降り5月末まで続く。

## 歴史
独立の前には咸鏡南道長津郡の一部だった。1952年12月に長津郡の北面、東下面、上南面の一部、慈江道の長江郡東門面(独立当時長津郡に含まれていた)を合併して狼林郡が新設された。1954年10月から慈江道に属するようになった。

### 年表
この節の出典
- 1952年12月 - 郡面里統廃合により、咸鏡南道長津郡北面・東下面および上南面の一部、慈江道長江郡東門面をもって、咸鏡南道狼林郡を設置。狼林郡に以下の邑・里が成立。(1邑20里)
  - 狼林邑・蓮花里・葛店里・新田里・流筏里・山水里・開花里・銀河里・院洞里・三浦里・烏蔓里・東門巨里・西中里・長城里・文岳里・仁山里・如雲里・陵口里・西上里・大興里・安基里
- 1953年 (1邑20里)
  - 狼林邑および葛店里の一部が合併し、中江里が発足。
  - 東門巨里が狼林邑に昇格。
  - 葛店里、長津郡葛田里の各一部が大興里に編入。
  - 新田里の一部が流筏里に編入。
  - 長津郡両徳里・黄浦里の各一部が文岳里に編入。
- 1954年初 - 長津郡黄浦里を編入。(1邑21里)
- 1954年10月 - 行政区画の見直しにより、慈江道狼林郡となる。(1邑1労働者区16里)
  - 山水里・開花里・如雲里・陵口里・安基里・銀河里が咸鏡南道赴戦郡に編入。
  - 院洞里が両江道新坡郡に編入。
  - 咸鏡南道長津郡雲水里・中興里・両徳里を編入。
  - 烏蔓里が新院労働者区に昇格。
- 1958年 - 雲水里の一部が分立し、徳友垈労働者区が発足。(1邑2労働者区16里)
- 1961年 - 雲水里が雲水労働者区に昇格。(1邑3労働者区15里)
- 1963年 (1邑2労働者区14里)
  - 両徳里が中興里に編入。
  - 徳友垈労働者区が雲水労働者区に編入。
- 1981年 - 雲水労働者区が雲水里に降格。(1邑1労働者区15里)
- 1999年 - 三浦里が三浦労働者区に昇格。(1邑2労働者区14里)

## 経済
とうもろこし、小麦、麦が栽培される主要作物である。二つの伐木所と多様な工場がある。

## 交通
いくつの道路が郡を通過し、江界線が狼林と江界を連結する。
- 江界線
  - 上新院駅 - 下新院駅 - 烏蔓洞駅 - 狼林駅

## 行政区域
1邑 2労働者区 14里で構成される。
- 랑림읍 (狼林邑、ランニムプ)
- 신원로동자구 (新院労働者区、シヌォンノドンジャグ)
- 삼포로동자구 (三浦労働者区、サンポロドンジャグ)
- 장성리 (長城里、チャンソンニ)
- 서중리 (西中里、ソジュンニ)
- 서상리 (西上里、ソサンニ)
- 황포리 (黄浦里、ファンポリ)
- 문악리 (文岳里、ムナンニ)
- 중흥리 (中興里、チュンフンニ)
- 운수리 (雲水里、ウンスリ)
- 련화리 (蓮花里、リョヌァリ)
- 중강리 (中江里、チュンガンニ)
- 대흥리 (大興里、テフンニ)
- 갈점리 (葛店里、カルチョムニ)
- 인산리 (仁山里、インサンニ)
- 신전리 (新田里、シンジョンニ)
- 류벌리 (流筏里、リュボルリ)